# 경인로
경인로(京仁路)는 1936년 10월 23일에 개통한 인천광역시 미추홀구 숭의동 숭의로터리와 서울특별시 영등포구 여의도동 서울교 북단을 연결하는 도로이다. 국도 제46호선의 일부로 지정되어 있다. 영등포역 인근은 상습 정체 구간 중 하나이다. 그리고 이 도로는 마포대교를 지나 종로를 이어주는 도로이고, 숭의동부터 이 도로의 종점까지 경인선의 남쪽을 쭉 따라가며 부천시 구간의 경우 버스전용차로가 따로 개설되어있다. 이 도로의 전구간은 국도 제46호선의 일부이다.

## 역사
- 1936년 10월 23일 : 경인로 개통
- 1차 도로명주소 시 경인로를 현재 신광사거리까지 연장
- 2차 도로명주소 부여하면서 숭의로터리로 기점을 정정
- 2009년 7월 10일 : 2개 이상 시·도에 걸쳐 있는 도로로 경인로를 고시[1]
- 2024년 10월 25일: 영등포로터리 고가차도 철거[2]

## 주요 경유지
인천광역시
- 미추홀구 (숭의동 · 도화동 · 주안동) - 남동구 간석동 - 부평구 (십정동 · 부평동 · 부개동 · 일신동 · 구산동)

경기도
- 부천시 소사구 (송내동 · 심곡본동 · 소사본동 · 괴안동)

서울특별시
- 구로구 (온수동 · 오류동 · 궁동 · 오류동 · 개봉동 · 고척동 · 구로동 · 신도림동) - 영등포구 (문래동2가 · 문래동1가 · 문래동3가 · 영등포동4가 · 영등포동 · 영등포동3가 · 영등포동1가 · 영등포동2가 · 여의도동)

## 노선
| 이름                                                          | 접속 노선                                                 | 소재지     | 소재지   | 비고                                          |
| ------------------------------------------------------------- | --------------------------------------------------------- | ---------- | -------- | --------------------------------------------- |
| 숭의로터리                                                    | 국도 제42호선 국도 제46호선 (인중로) 샛골로 석정로 독배로 | 인천광역시 | 미추홀구 | 국도 제42, 46호선 구간                        |
| 장안사거리 (장안예식장 근처)                                  | 미추로                                                    | 인천광역시 | 미추홀구 | 국도 제42, 46호선 구간                        |
| 미추홀구청사거리                                              | 독정이로                                                  | 인천광역시 | 미추홀구 | 국도 제42, 46호선 구간                        |
| 숭의삼거리                                                    | 참외전로                                                  | 인천광역시 | 미추홀구 | 국도 제42, 46호선 구간                        |
| 제물포역삼거리                                                | 수봉로                                                    | 인천광역시 | 미추홀구 | 국도 제42, 46호선 구간                        |
| 수봉공원 입구삼거리                                           | 수봉북로                                                  | 인천광역시 | 미추홀구 | 국도 제42, 46호선 구간                        |
| 도화초등학교사거리                                            | 주안로 숙골로                                             | 인천광역시 | 미추홀구 | 국도 제42, 46호선 구간                        |
| 도화 나들목 교차로                                            | 인천대로 한나루로 석바위로                                | 인천광역시 | 미추홀구 | 국도 제42, 46호선 구간                        |
| 주안사거리                                                    | 제일로 경인로325번길 경인로326번길                        | 인천광역시 | 미추홀구 | 국도 제42, 46호선 구간                        |
| 옛시민회관사거리 (시민공원역)                                 | 미추홀대로                                                | 인천광역시 | 미추홀구 | 국도 제42, 46호선 구간                        |
| (이름 없음)                                                   | 주안중로                                                  | 인천광역시 | 미추홀구 | 국도 제42, 46호선 구간                        |
| (이름 없음)                                                   | 주안동로                                                  | 인천광역시 | 미추홀구 | 국도 제42, 46호선 구간                        |
| 석바위사거리                                                  | 경원대로                                                  | 인천광역시 | 미추홀구 | 국도 제42, 46호선 구간                        |
| (이름 없음) (석바위시장역)                                    | 구월로                                                    | 인천광역시 | 미추홀구 | 국도 제42, 46호선 구간                        |
| (남인천우체국 앞오거리)                                       | 석산로 경인로524번길                                      | 인천광역시 | 미추홀구 | 국도 제42, 46호선 구간                        |
| 주원삼거리                                                    | 주안로 문화로 경인로561번길                               | 인천광역시 | 남동구   | 국도 제42, 46호선 구간                        |
| 주원사거리                                                    | 예술로                                                    | 인천광역시 | 남동구   | 국도 제42, 46호선 구간                        |
| 간석오거리 (간석오거리역)                                     | 국도 제42호선 (백범로) 남동대로                           | 인천광역시 | 남동구   | 국도 제42, 46호선 구간                        |
| 동암역 입구사거리 (동암초등학교) (인천메트로)                 | 동암남로 경인로680번길 (구 풀무길)                        | 인천광역시 | 부평구   | 국도 제46호선 구간                            |
| 인천백운 우편취급국                                           |                                                           | 인천광역시 | 부평구   | 국도 제46호선 구간                            |
| 부평사거리 부평삼거리역                                       | 마장로 만월로                                             | 인천광역시 | 부평구   | 국도 제46호선 구간                            |
| 동수역                                                        | 안남로 부영로 동수로                                      | 인천광역시 | 부평구   | 국도 제46호선 구간                            |
| 동소정사거리                                                  | 장제로                                                    | 인천광역시 | 부평구   | 국도 제46호선 구간                            |
| 부개사거리                                                    | 수변로 동수로                                             | 인천광역시 | 부평구   | 국도 제46호선 구간                            |
| 일신 현대홈타운                                               | 일신로                                                    | 인천광역시 | 부평구   | 국도 제46호선 구간                            |
| 일신동 주민센터                                               | 서촌로                                                    | 인천광역시 | 부평구   | 국도 제46호선 구간                            |
| 송내 나들목                                                   | 100호선 수도권제1순환고속도로                             | 인천광역시 | 부평구   | 국도 제46호선 구간                            |
| 구산사거리 (송내지하차도, 송내역)                             | 송내대로 무네미로                                         | 인천광역시 | 부평구   | 국도 제46호선 구간                            |
| 송내 사거리 (중동역)                                          | 중동로                                                    | 경기도     | 부천시   | 국도 제46호선 구간                            |
| 남부천 우체국 (남부경찰서앞 사거리)                           |                                                           | 경기도     | 부천시   | 국도 제46호선 구간                            |
| 심곡고가사거리                                                | 국도 제39호선(신흥로) 심곡로                              | 경기도     | 부천시   | 국도 제46호선 구간                            |
| 부천역 (부천역남부사거리)                                     | 성주로                                                    | 경기도     | 부천시   | 국도 제46호선 구간                            |
| 하우고개입구                                                  | 하우로                                                    | 경기도     | 부천시   | 국도 제46호선 구간                            |
| 소명지하차도                                                  | 원미로                                                    | 경기도     | 부천시   | 국도 제46호선 구간                            |
| 소사삼거리                                                    | 국도 제39호선(호현로) 경인옛로                            | 경기도     | 부천시   | 국도 제46호선 구간                            |
| 소사역                                                        |                                                           | 경기도     | 부천시   | 국도 제46호선 구간                            |
| 성심고가사거리                                                | 경인옛로 지봉로                                           | 경기도     | 부천시   | 국도 제46호선 구간                            |
| 역곡역 (역곡남부역 사거리)                                    | 부광로                                                    | 경기도     | 부천시   | 국도 제46호선 구간                            |
| 역곡고가 사거리                                               | 안곡로                                                    | 경기도     | 부천시   | 국도 제46호선 구간                            |
| 유한대학 유한공업고등학교                                     |                                                           | 경기도     | 부천시   | 국도 제46호선 구간                            |
| 온수역 입구                                                   |                                                           | 서울특별시 | 구로구   | 국도 제46호선 구간 서울특별시도 제60호선 구간 |
| 동부제강입구                                                  | 오리로                                                    | 서울특별시 | 구로구   | 국도 제46호선 구간 서울특별시도 제60호선 구간 |
| 오류철도고가차도                                              | 부일로                                                    | 서울특별시 | 구로구   | 국도 제46호선 구간 서울특별시도 제60호선 구간 |
| 오류동삼거리                                                  | 고척로                                                    | 서울특별시 | 구로구   | 국도 제46호선 구간 서울특별시도 제60호선 구간 |
| 오류동역 앞                                                   |                                                           | 서울특별시 | 구로구   | 국도 제46호선 구간 서울특별시도 제60호선 구간 |
| 오류 나들목                                                   | 남부순환로                                                | 서울특별시 | 구로구   | 국도 제46호선 구간 서울특별시도 제60호선 구간 |
| 경인중학교                                                    |                                                           | 서울특별시 | 구로구   | 국도 제46호선 구간 서울특별시도 제60호선 구간 |
| 개봉사거리                                                    | 경서로 개봉로                                             | 서울특별시 | 구로구   | 국도 제46호선 구간 서울특별시도 제60호선 구간 |
| 구로소방서                                                    | 중앙로                                                    | 서울특별시 | 구로구   | 국도 제46호선 구간 서울특별시도 제60호선 구간 |
| 동양미래대앞                                                  | 안양천로                                                  | 서울특별시 | 구로구   | 국도 제46호선 구간 서울특별시도 제60호선 구간 |
| 고척교                                                        | 국도 제1호선 (서부간선도로)                               | 서울특별시 | 구로구   | 국도 제46호선 구간 서울특별시도 제60호선 구간 |
| 구로역사거리                                                  | 구로중앙로                                                | 서울특별시 | 구로구   | 국도 제46호선 구간 서울특별시도 제60호선 구간 |
| 거리공원입구                                                  | 공원로                                                    | 서울특별시 | 구로구   | 국도 제46호선 구간 서울특별시도 제60호선 구간 |
| 도림교                                                        |                                                           | 서울특별시 | 영등포구 | 국도 제46호선 구간 서울특별시도 제60호선 구간 |
| 문래동사거리 (영등포등기소) (구로세무서) (서울영등포초등학교) | 도림로                                                    | 서울특별시 | 영등포구 | 국도 제46호선 구간 서울특별시도 제60호선 구간 |
| 영등포역, 롯데백화점 (북부)                                   | 영중로                                                    | 서울특별시 | 영등포구 | 국도 제46호선 구간 서울특별시도 제60호선 구간 |
| 영등포로터리                                                  | 영등포로 신길로 버드나루로                                | 서울특별시 | 영등포구 | 국도 제46호선 구간 서울특별시도 제60호선 구간 |
| 서울교(남단) (여의중류 램프)                                  | 노들로 올림픽대로                                         | 서울특별시 | 영등포구 | 국도 제46호선 구간 서울특별시도 제60호선 구간 |
| 서울교(북단)                                                  | 여의서로 여의동로 여의대로                                | 서울특별시 | 영등포구 | 국도 제46호선 구간 서울특별시도 제60호선 구간 |
| 여의대로와 직결                                               |                                                           |            |          |                                               |

## 주요 건물 및 시설
- 다우림아파트 (인천광역시 미추홀구 경인로 38)
- 미추홀구청 별관, 숭의보건지소 (인천광역시 미추홀구 경인로 54)
- 인천투민힐스빌아파트 (인천광역시 미추홀구 경인로 90)
- 제물포역 (인천광역시 미추홀구 경인로 129)
- 해피타운아파트 (인천광역시 미추홀구 경인로 135)
- 더젠시티아파트 (인천광역시 미추홀구 경인로 159)
- 미래홈타운오피스텔 (인천광역시 미추홀구 경인로 168)
- 한국공업직업전문학교 (인천광역시 미추홀구 경인로 214)
- 나산아파트 (인천광역시 미추홀구 경인로 221)
- 인천도화초등학교 (인천광역시 미추홀구 경인로 242)
- 복사꽃도서관 (인천광역시 미추홀구 경인로 295)
- 도화한승미메이드아파트 (인천광역시 미추홀구 경인로 302)
- 올레오아파트 (인천광역시 미추홀구 경인로 306)
- 주안애팰리스아파트 (인천광역시 미추홀구 경인로 315)
- 주안시민회관 (인천광역시 미추홀구 경인로 332)
- 국민연금공단 남인천지사 (인천광역시 미추홀구 경인로 351)
- 주안지웰에스테이트아파트 (인천광역시 미추홀구 경인로 403)
- 인천주안4동우편취급국 (인천광역시 미추홀구 경인로 418)
- 인천축산농협 (인천광역시 미추홀구 경인로 499)
- KT 인천지사 (인천광역시 미추홀구 경인로 508)
- 인천경원초등학교 (인천광역시 미추홀구 경인로 511)
- 남인천우체국 (인천광역시 미추홀구 경인로 514)
- 간석오피앙오피스텔 (인천광역시 남동구 경인로 611)
- 간석오거리역 (인천광역시 남동구 경인로 지하642)
- 인천교통공사 (인천광역시 남동구 경인로 674)
- 백운우편취급국 (인천광역시 부평구 경인로 731)
- 부평삼거리역 (인천광역시 부평구 경인로 지하765)
- 신성미소지움아파트 (인천광역시 부평구 경인로 858)
- 동수역 (인천광역시 부평구 경인로 지하877)
- 인천성동학교 (인천광역시 부평구 경인로 880)
- 인천부평6동우체국 (인천광역시 부평구 경인로 995)
- 동산운수 (경기도 부천시 소사구 경인로 32)
- 남부천우체국 (경기도 부천시 소사구 경인로 162)
- KCC엠파이어타워오피스텔 (경기도 부천시 소사구 경인로 175)
- 심곡본동동도센트리움아파트 (경기도 부천시 소사구 경인로 189)
- 경원여객 부천역차고지 (경기도 부천시 소사구 경인로 246-1)
- 부천역전우체국 (경기도 부천시 소사구 경인로 266)
- 부성힐하우스아파트 (경기도 부천시 소사구 경인로 280)
- 소사역, 소사지구대 (경기도 부천시 소사구 경인로 363)
- 부성파인오피스텔 (경기도 부천시 소사구 경인로 376)
- 한국가스안전공사 경기서부지사 (경기도 부천시 소사구 경인로 519)
- 홈플러스 부천소사점 (경기도 [[부천시] 소사구] 경인로 532)
- 유한대학교 (경기도 부천시 소사구 경인로 590)
- e편한세상온수역아파트 (경기도 부천시 소사구 경인로 605)
- 유한공업고등학교 (서울특별시 구로구 경인로 8)
- 성원빌라 (서울특별시 구로구 경인로 15-7)
- 화랑아파트 (서울특별시 구로구 경인로 20)
- 동진빌라 (서울특별시 구로구 경인로 31-9)
- 서울가든빌라 (서울특별시 구로구 경인로 83)
- 대형상운 (서울특별시 구로구 경인로 110)
- 한국교통안전공단 구로자동차검사소 (서울특별시 구로구 경인로 113)
- 동선아파트 (서울특별시 구로구 경인로 158)
- 시티월드아파트 (서울특별시 구로구 경인로 176)
- 칸타빌레5차오피스텔 (서울특별시 구로구 경인로 224)
- 서울한영대학교 (서울특별시 구로구 경인로 290-42)
- 개봉치안센터 (서울특별시 구로구 경인로 293)
- 경인중학교 (서울특별시 구로구 경인로 301)
- 개봉어린이도서관 (서울특별시 구로구 경인로 318-15)
- 삼환로즈빌아파트 (서울특별시 구로구 경인로 343)
- 한마을아파트 (서울특별시 구로구 경인로 382)
- 벽산블루밍아파트 (서울특별시 구로구 경인로 390)
- 구로소방서 (서울특별시 구로구 경인로 408)
- 구로성심병원 (서울특별시 구로구 경인로 427)
- 고척스카이돔 (서울특별시 구로구 경인로 430)
- 동양미래대학교 (서울특별시 구로구 경인로 445)
- CJ제일제당 영등포공장 (서울특별시 구로구 경인로 518)
- 구로치안센터 (서울특별시 구로구 경인로 577)
- 안성빌딩 (서울특별시 구로구 경인로 579)
- 신도림팰러티움아파트 (서울특별시 구로구 경인로 584)
- 신도림푸르지오3차아파트 (서울특별시 구로구 경인로 619-3)
- 라마다 서울신도림호텔 (서울특별시 구로구 경인로 624)
- 신도림SK뷰아파트 (서울특별시 구로구 경인로 638)
- 신도림동아2차아파트 (서울특별시 구로구 경인로 643)
- 신도림1차푸르지오오피스텔, 홈플러스 신도림점 (서울특별시 구로구 경인로 661)
- 디큐브시티아파트, 현대백화점 디큐브시티점, 쉐라톤 서울 디큐브시티호텔 (서울특별시 구로구 경인로 662)
- 신도림역 (서울특별시 구로구 경인로 688)
- 서울영등포초등학교 (서울특별시 영등포구 경인로 756)
- 문래지구대 (서울특별시 영등포구 경인로 759)
- 서울남부지방법원 등기국 (서울특별시 영등포구 경인로 772)
- 에이스하이테크시티 (서울특별시 영등포구 경인로 775)
- 구로세무서 (서울특별시 영등포구 경인로 778)
- 영등포우체국 (서울특별시 영등포구 경인로 841)
- 영등포역, 롯데백화점 영등포점 (서울특별시 영등포구 경인로 846)

## 건물사진

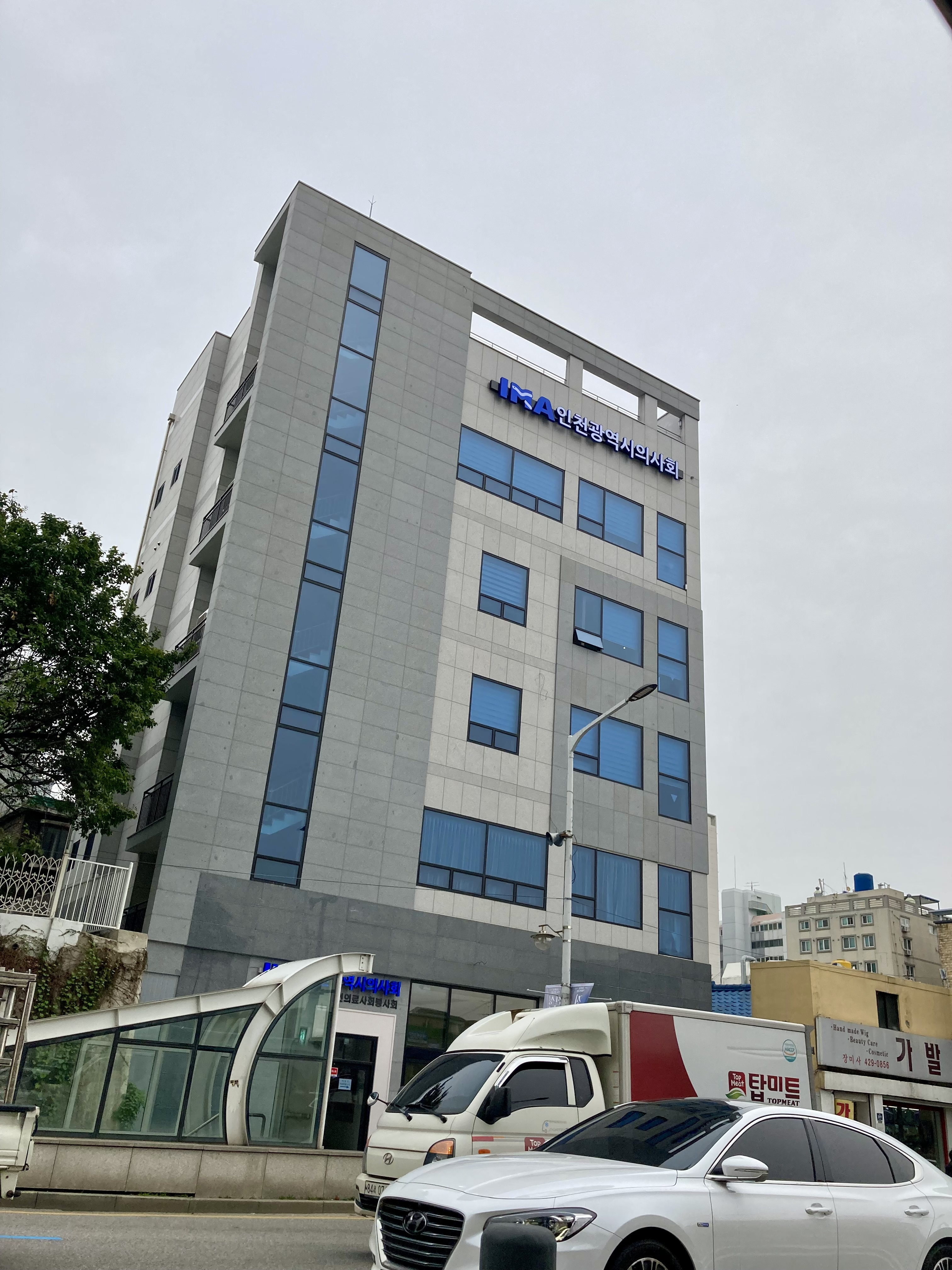
인천광역시의사회 건물
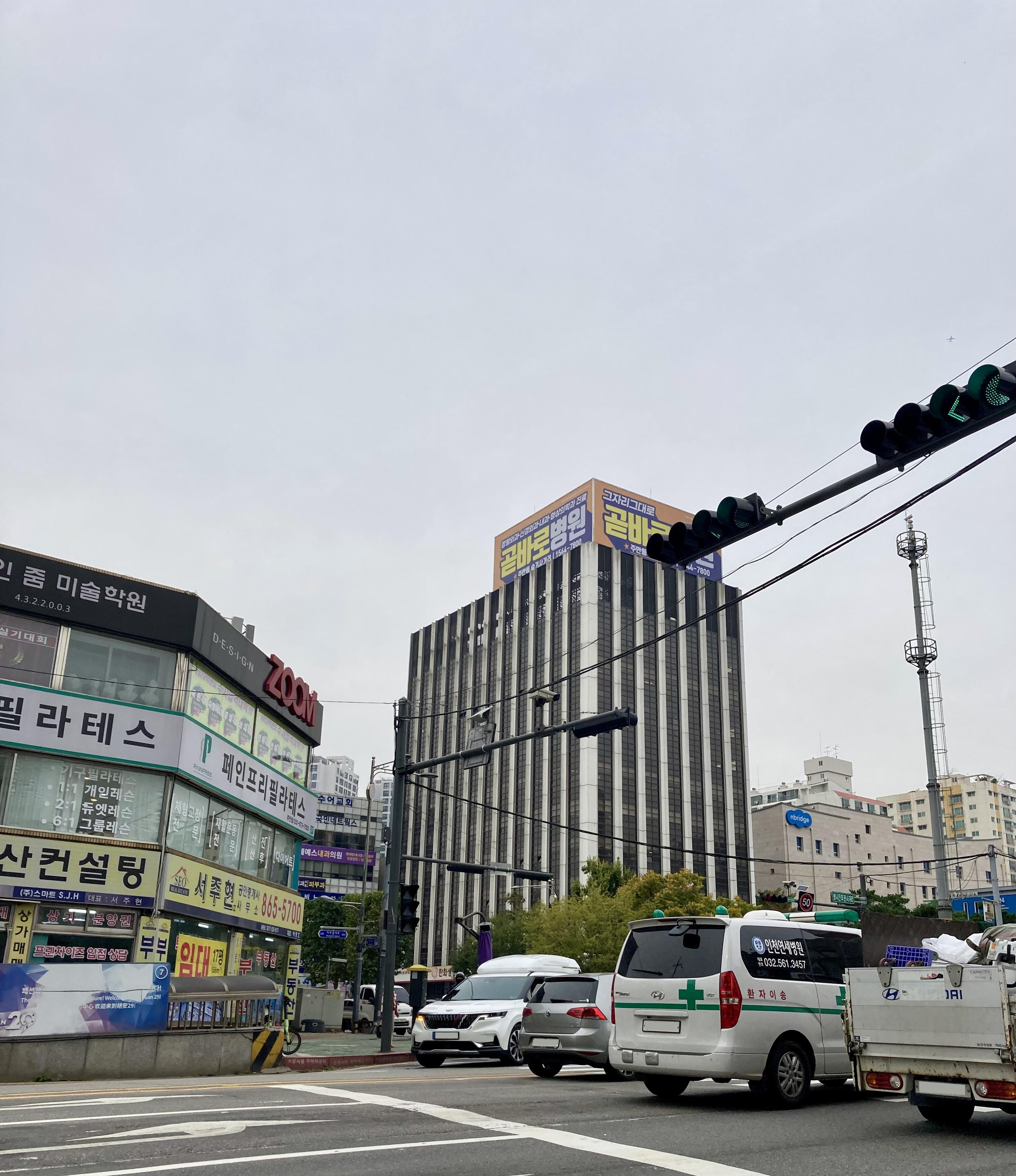
옛시민회관 건물, 옛시민회관사거리

## 같이 보기
- 국도 제42호선
- 국도 제46호선
- 서울특별시도 제60호선
- 경인옛로
- 간석지하차도

## 구조물 사진

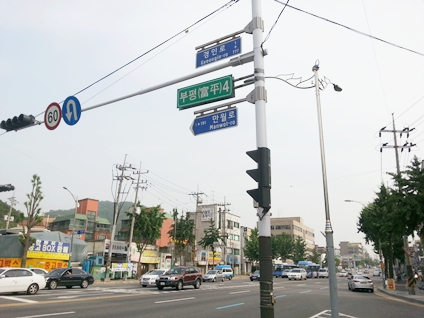
부평사거리
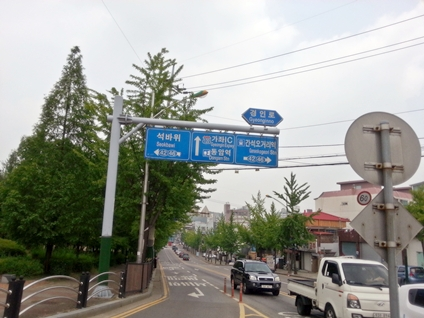
주원사거리, 예술로와 교차
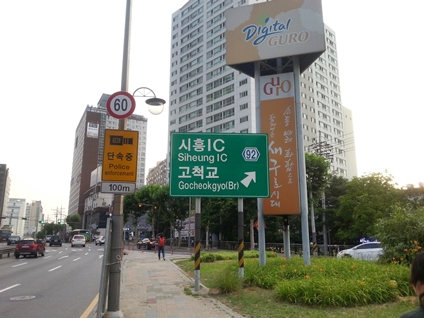
오류나들목(시흥IC, 고척교) 서울 구로구 개봉동
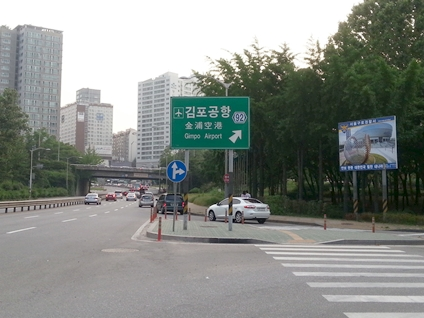
오류나들목(김포공항)
유일한로 표지석 경기도 부천시 소사구 괴안동
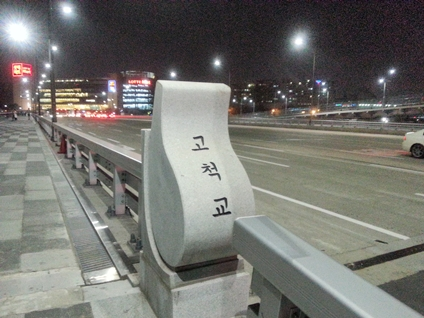
고척교 서울특별시 구로구 구로동
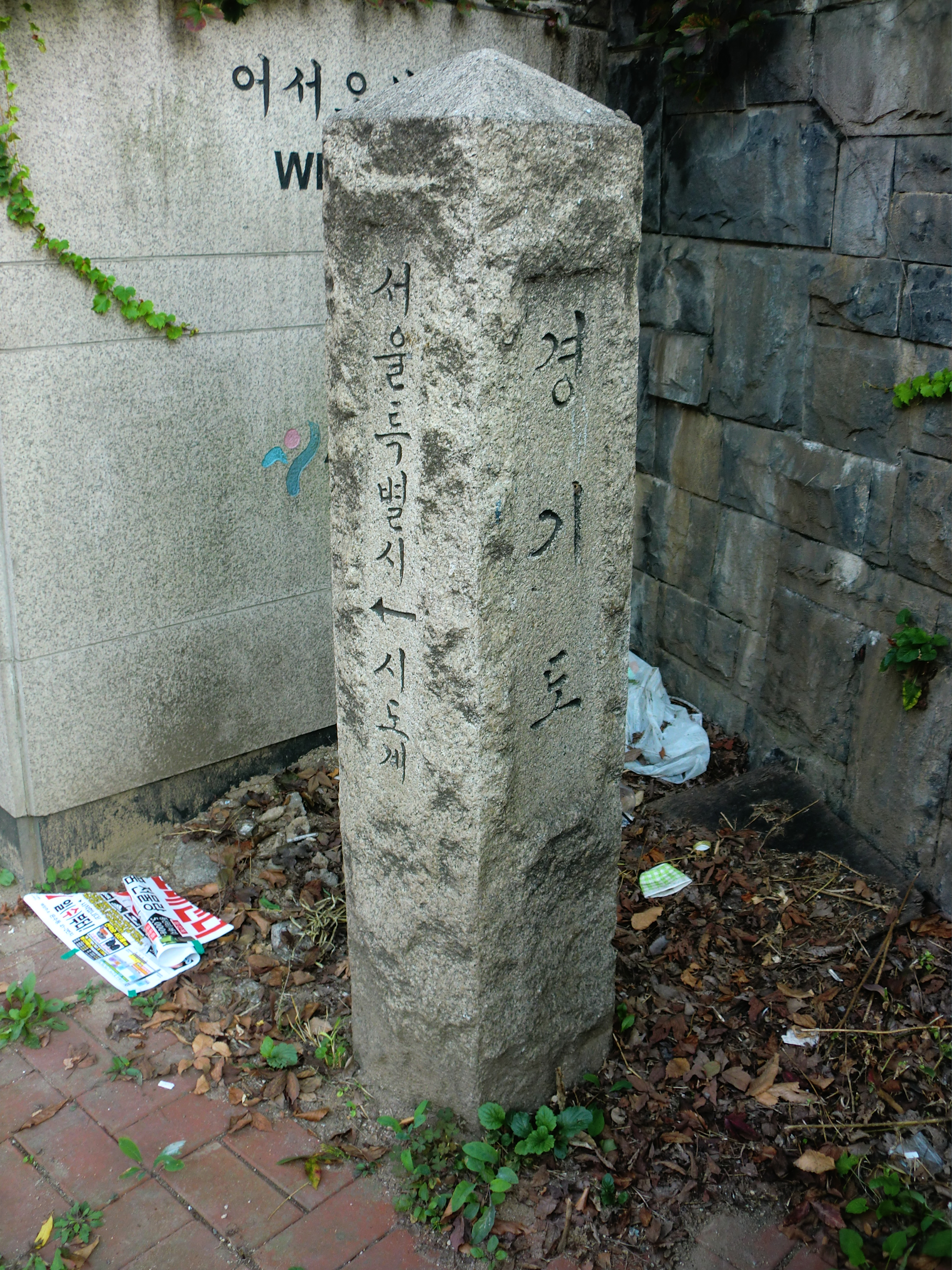
경기도 부천시와 서울특별시 경계
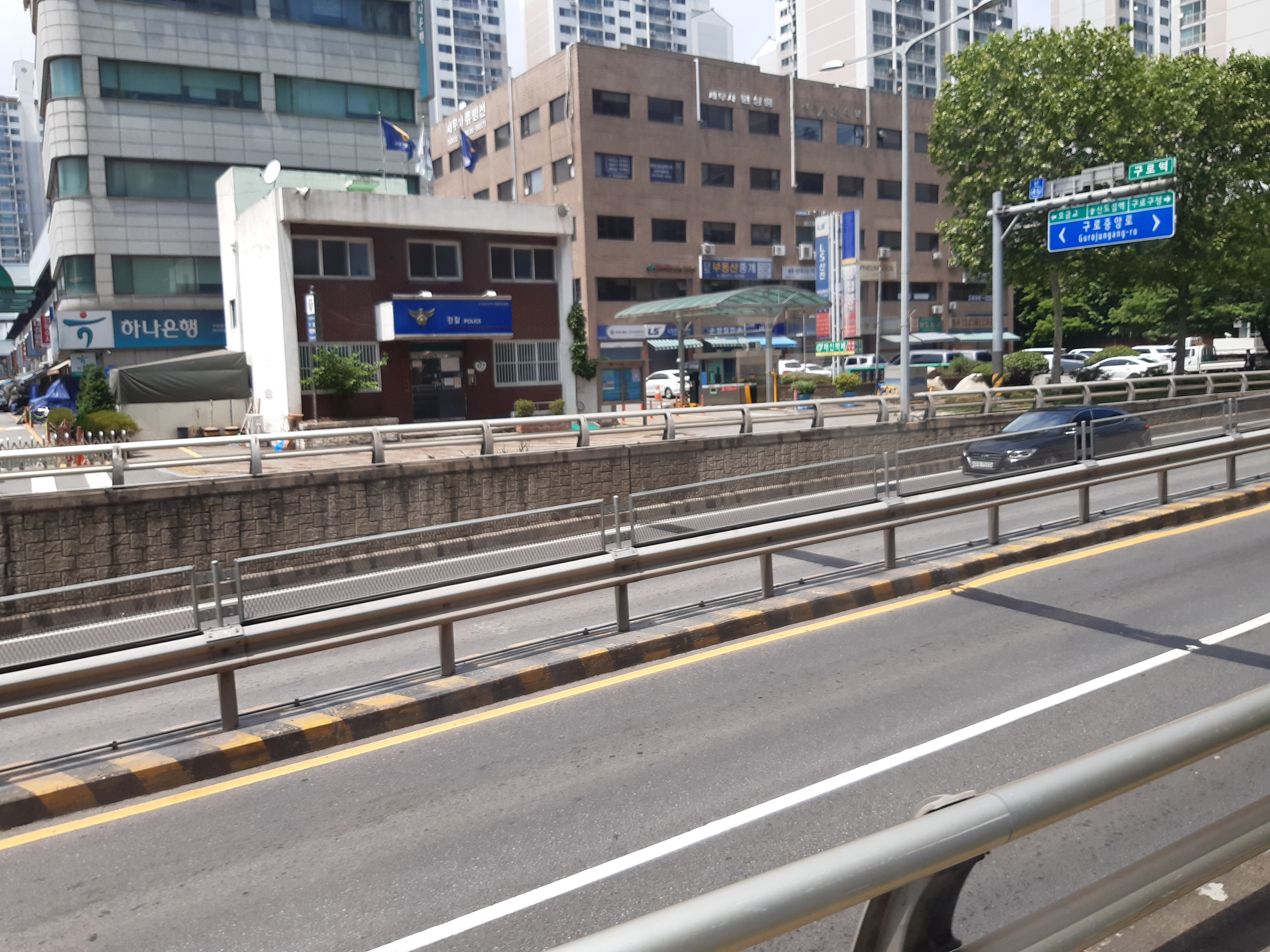
구로역 부근
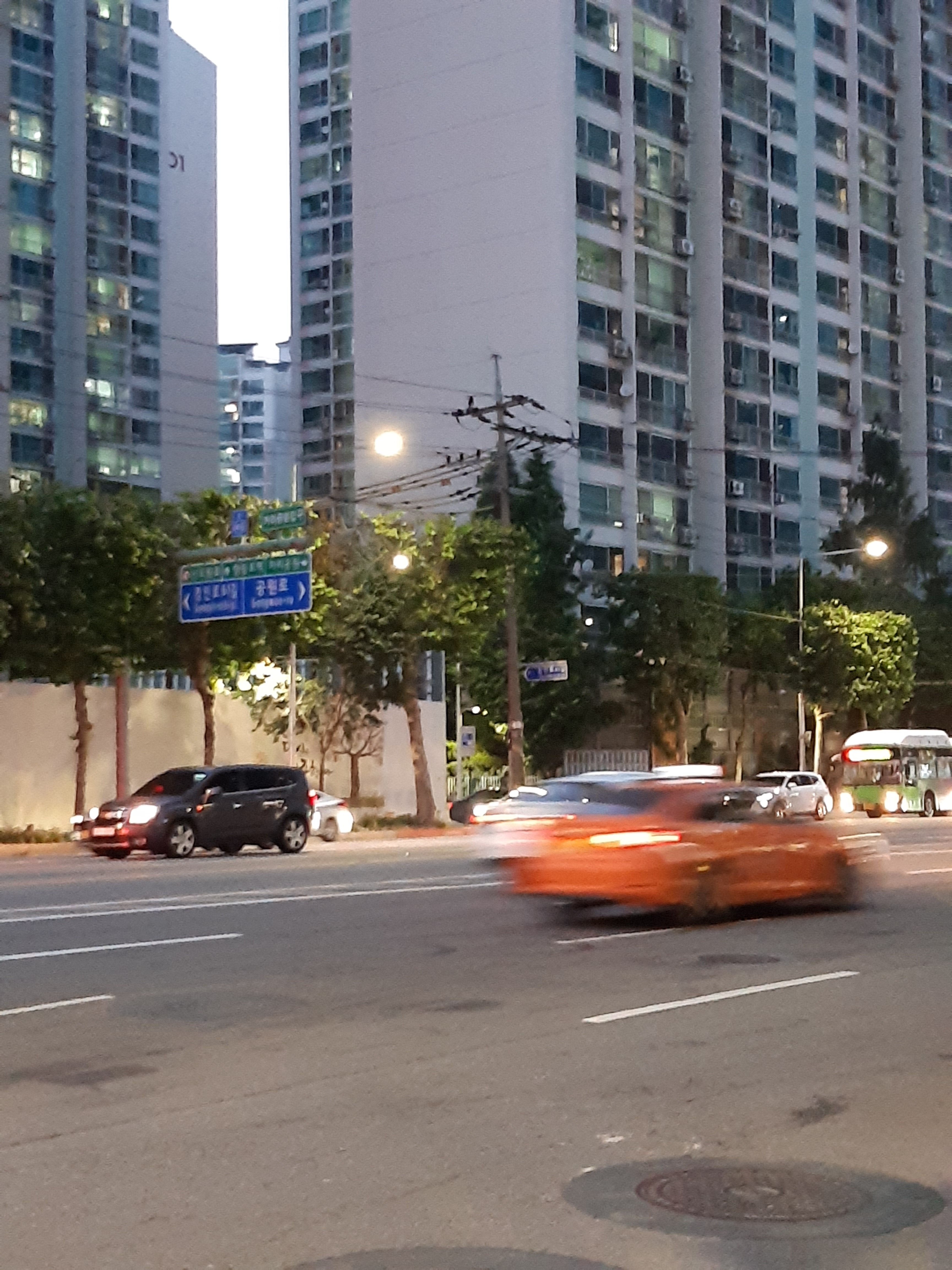
거리공원입구
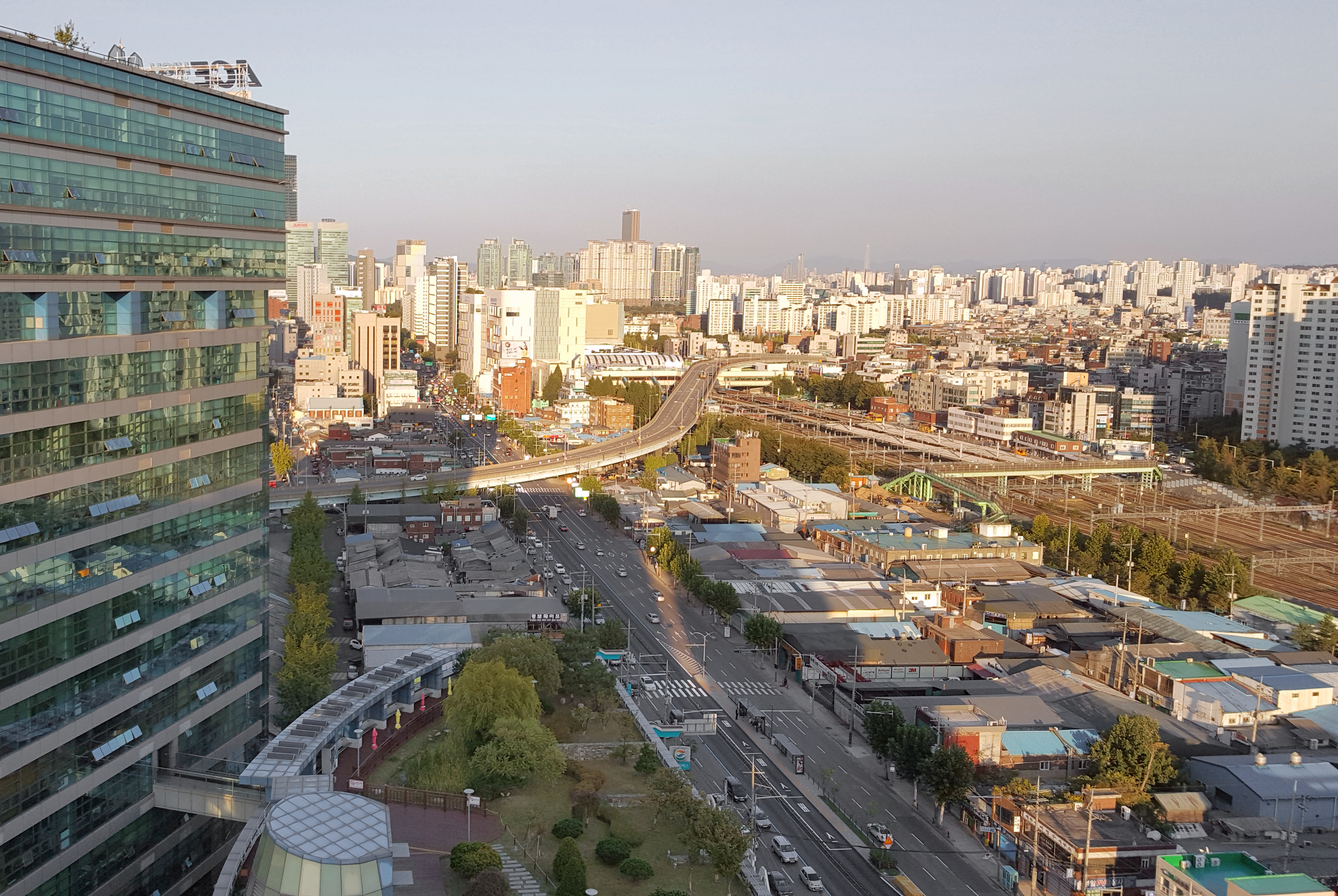
왼쪽 끝에 있는 것은 에이스하이테스시티이며, 가운데에 있는 것은 경인로와 영등포역 고가차도와 영등포역이 각각 마주한다.
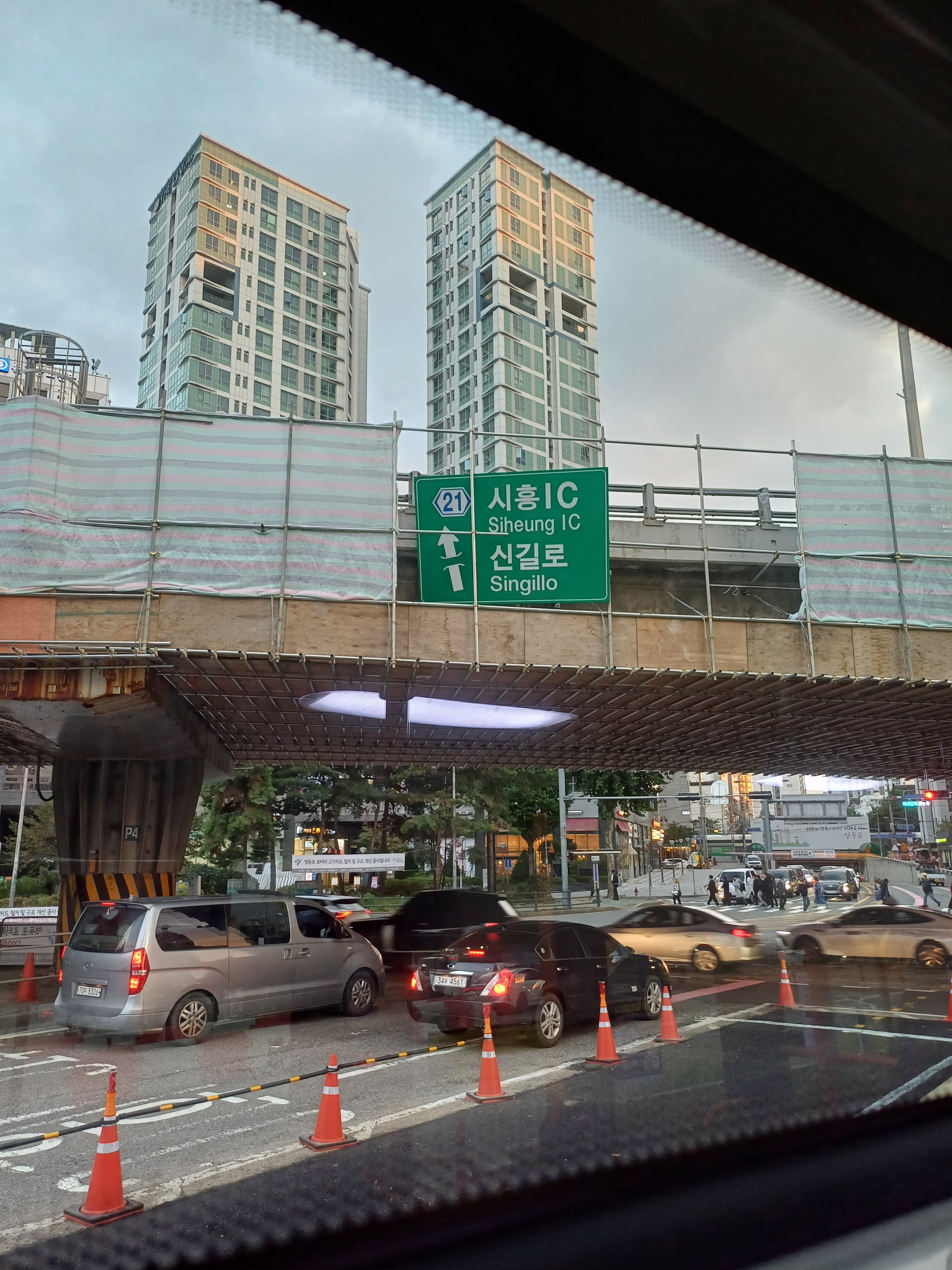
철거 진행중인 영등포고가차도
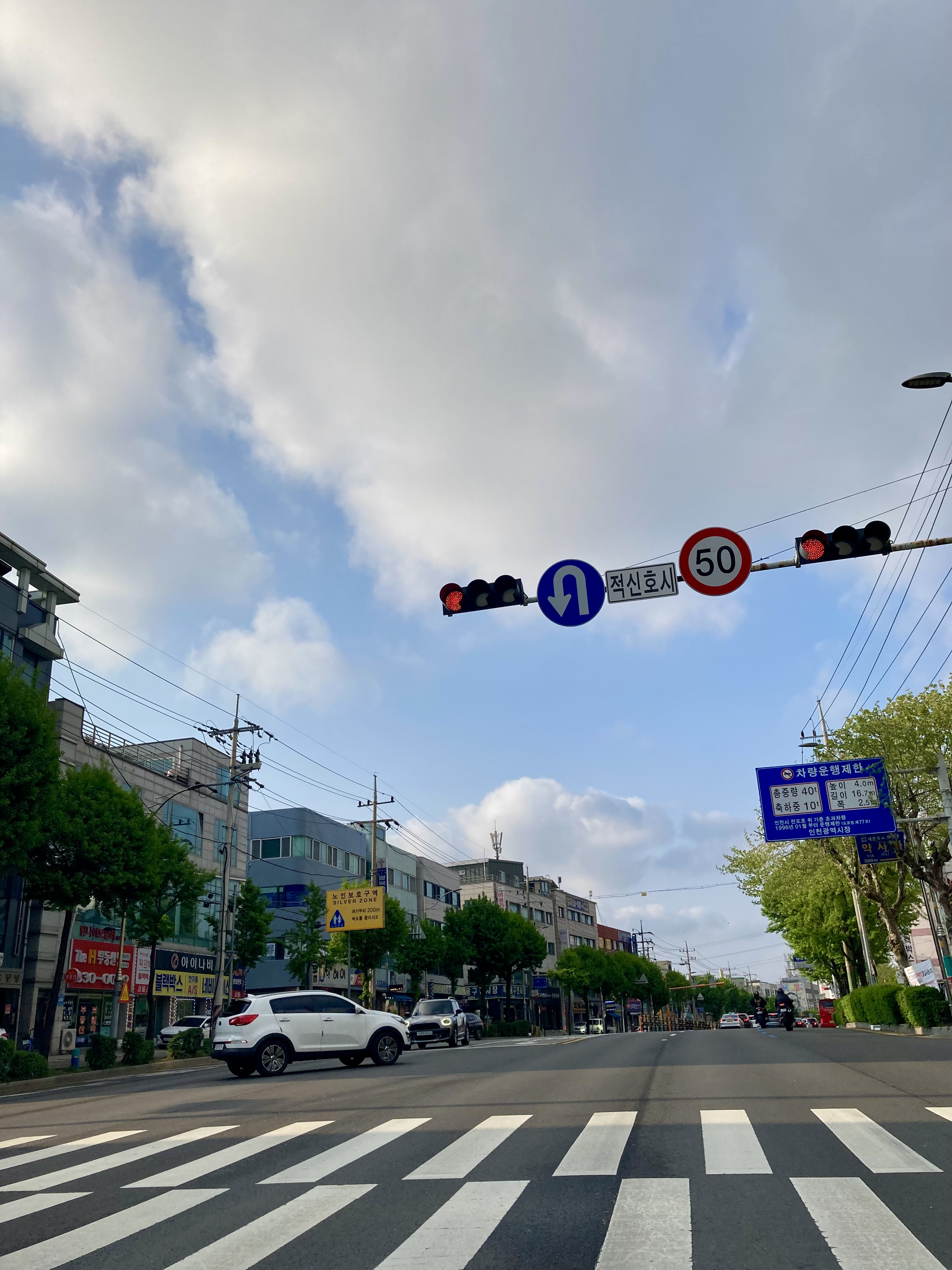
십정2동행정복지센터 인근
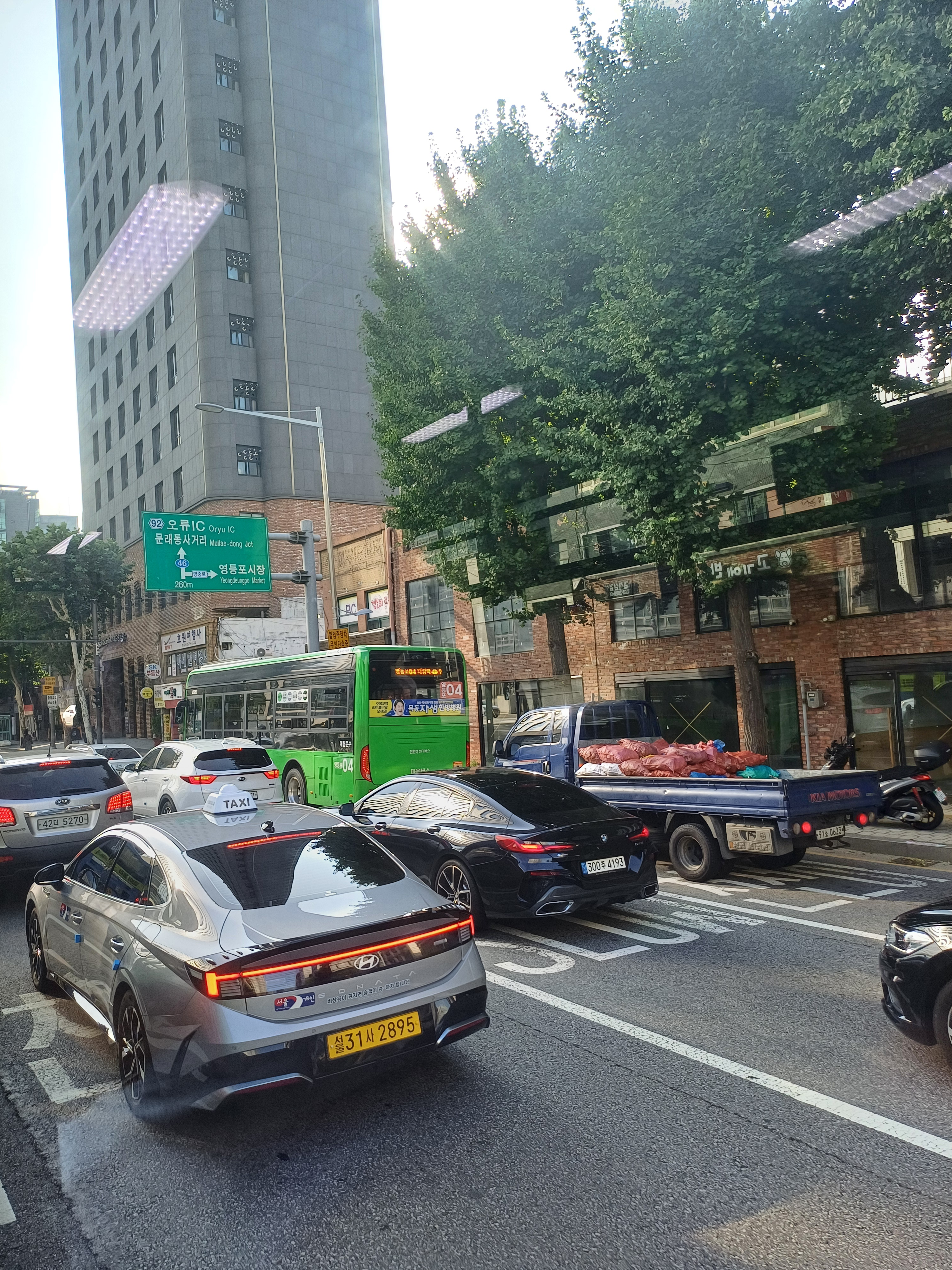
오류IC 방면
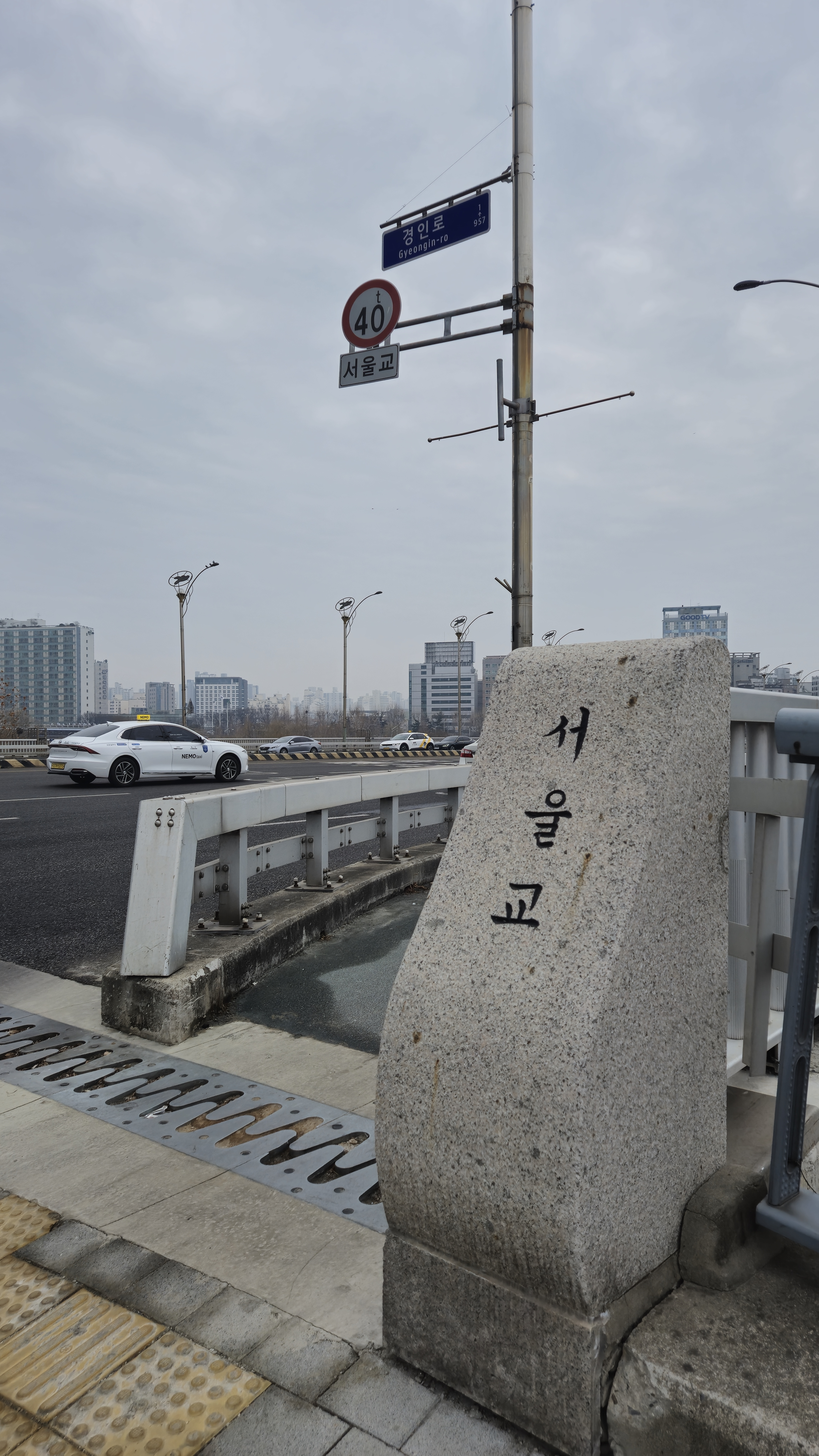
서울교